# Ситси
Си́тси (эст. Sitsi — «Ситцевый») — микрорайон района Пыхья-Таллинн города Таллина, столицы Эстонии. 

## География

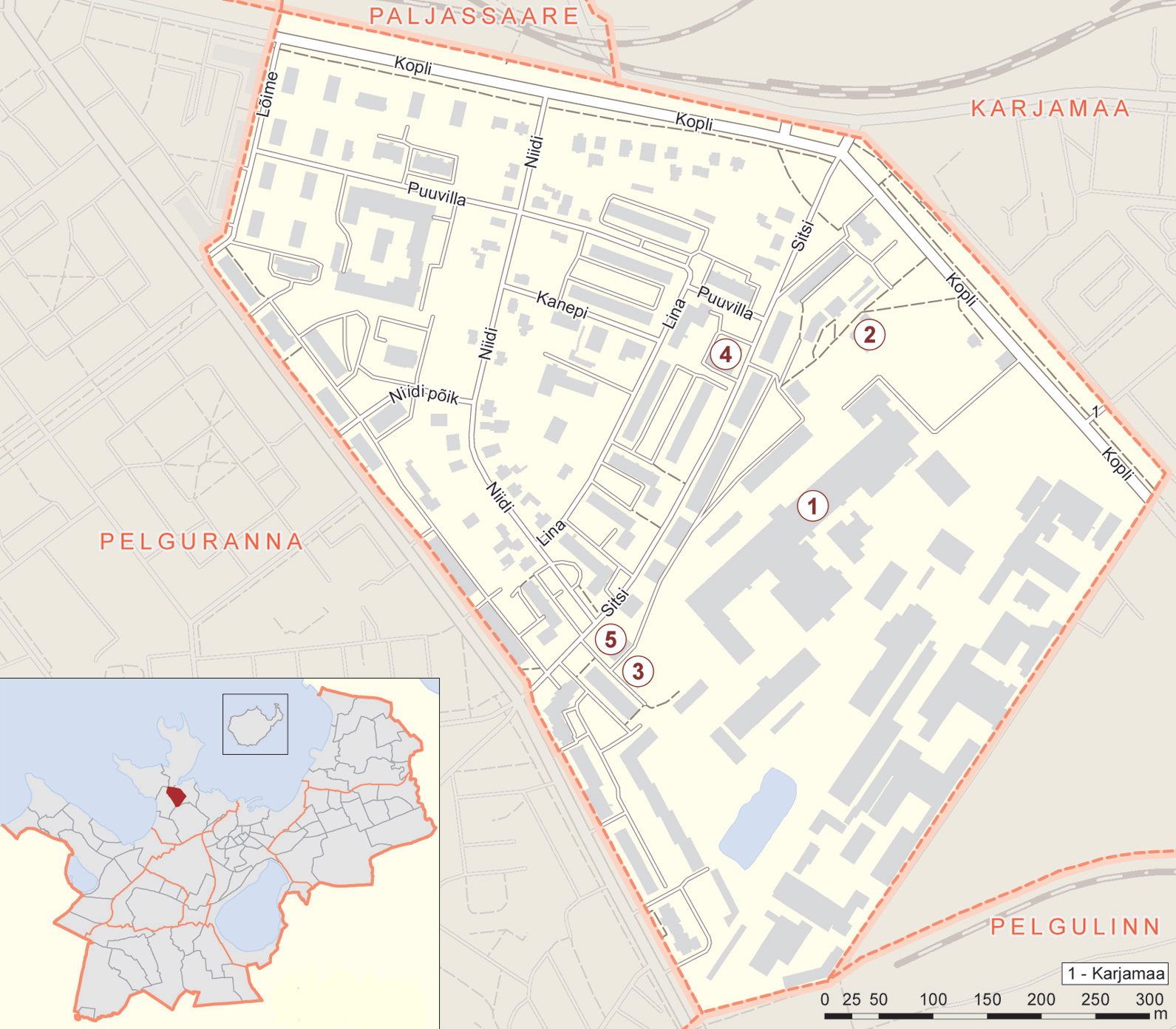
Карта микрорайона Ситси

Расположен в северной части Таллина. Граничит с микрорайонами Пальясааре, Карьямаа, Пелгулинн и Пельгуранна. Площадь микрорайона — 0,45 км².  Плотность населения на 1 января 2023 года — 14108 чел/км².

## Улицы
Основные улицы микрорайона Ситси: Копли, Лина, Мануфактуури, Нийди, Паавли, Пуувилла, Ситси. На западе микрорайон граничит с улицей Сыле.

## Население
| Численность населения микрорайона Ситси на 1 января по данным Регистра народонаселения | Численность населения микрорайона Ситси на 1 января по данным Регистра народонаселения | Численность населения микрорайона Ситси на 1 января по данным Регистра народонаселения | Численность населения микрорайона Ситси на 1 января по данным Регистра народонаселения | Численность населения микрорайона Ситси на 1 января по данным Регистра народонаселения | Численность населения микрорайона Ситси на 1 января по данным Регистра народонаселения | Численность населения микрорайона Ситси на 1 января по данным Регистра народонаселения | Численность населения микрорайона Ситси на 1 января по данным Регистра народонаселения |
| 2008                                                                                   | 2011                                                                                   | 2012                                                                                   | 2013                                                                                   | 2014                                                                                   | 2015                                                                                   | 2016                                                                                   | 2017                                                                                   |
| -------------------------------------------------------------------------------------- | -------------------------------------------------------------------------------------- | -------------------------------------------------------------------------------------- | -------------------------------------------------------------------------------------- | -------------------------------------------------------------------------------------- | -------------------------------------------------------------------------------------- | -------------------------------------------------------------------------------------- | -------------------------------------------------------------------------------------- |
| 3850                                                                                   | ↗3937                                                                                  | ↘3905                                                                                  | ↘3881                                                                                  | ↘3874                                                                                  | →3874                                                                                  | ↗3902                                                                                  | ↘3865                                                                                  |
| 2018                                                                                   | 2019                                                                                   | 2020                                                                                   | 2021                                                                                   | 2022                                                                                   | 2023                                                                                   |                                                                                        |                                                                                        |
| ↘3813                                                                                  | ↘3761                                                                                  | ↗3975                                                                                  | ↗4018                                                                                  | ↗4029                                                                                  | ↗4069                                                                                  |                                                                                        |                                                                                        |

## История
Первые постройки на этой территории появились в 1898 году. Это была хлопкопрядильная фабрика «Балтийская мануфактура» на нынешней улице Ситси, которой она дала своё название (в народе мануфактура называлась Ситцевой фабрикой). В 1901—1905 годах рядом с фабрикой были построены небольшие двухэтажные дома для её рабочих и служащих и существующая до сих пор церковь во имя иконы Божией Матери «Всех Скорбящих Радость». К 1920 году были построены ещё несколько улиц.
Микрорайон официально получил своё имя в 1991 году по названию своей главной улицы (в 1953–1990 годах она называлась улицей В. Маяковского).
Комбинат «Балтийская мануфактура» был ликвидирован в 2006 году, и в 2010-х годах на его территории началось возведение офисно-жилого квартала «Мануфактуури».

## Общественный транспорт
По территории Ситси проходят линии трамваев № 1 и 2. По улицам Сыле и Копли курсируют городские автобусы маршрутов № 3, 26, 26A, 32, 33, 35, 40, 66, 72 и 73.

## Галерея

Микрорайон Ситси
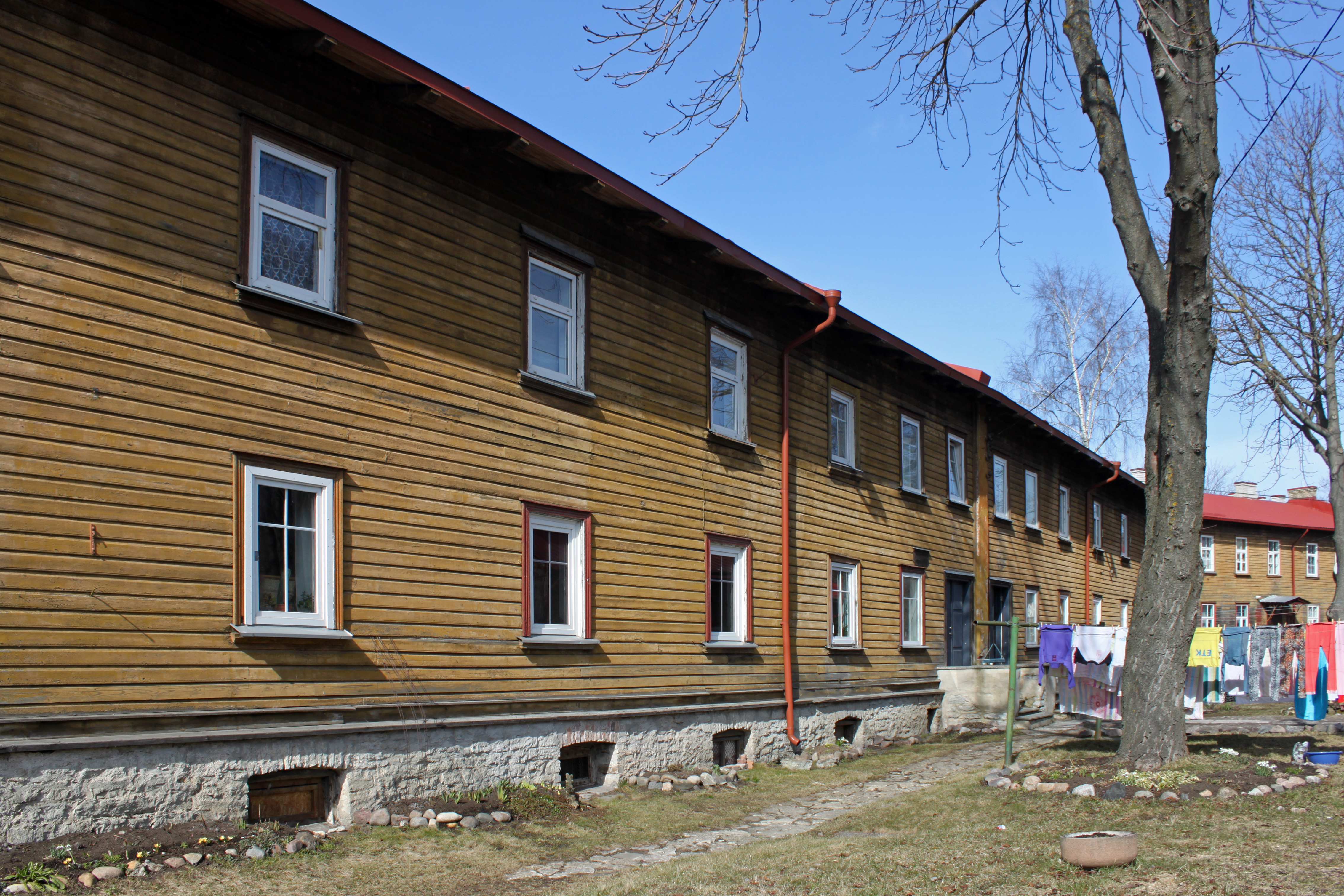
Жилой дом на улице Ситси, 2017 год
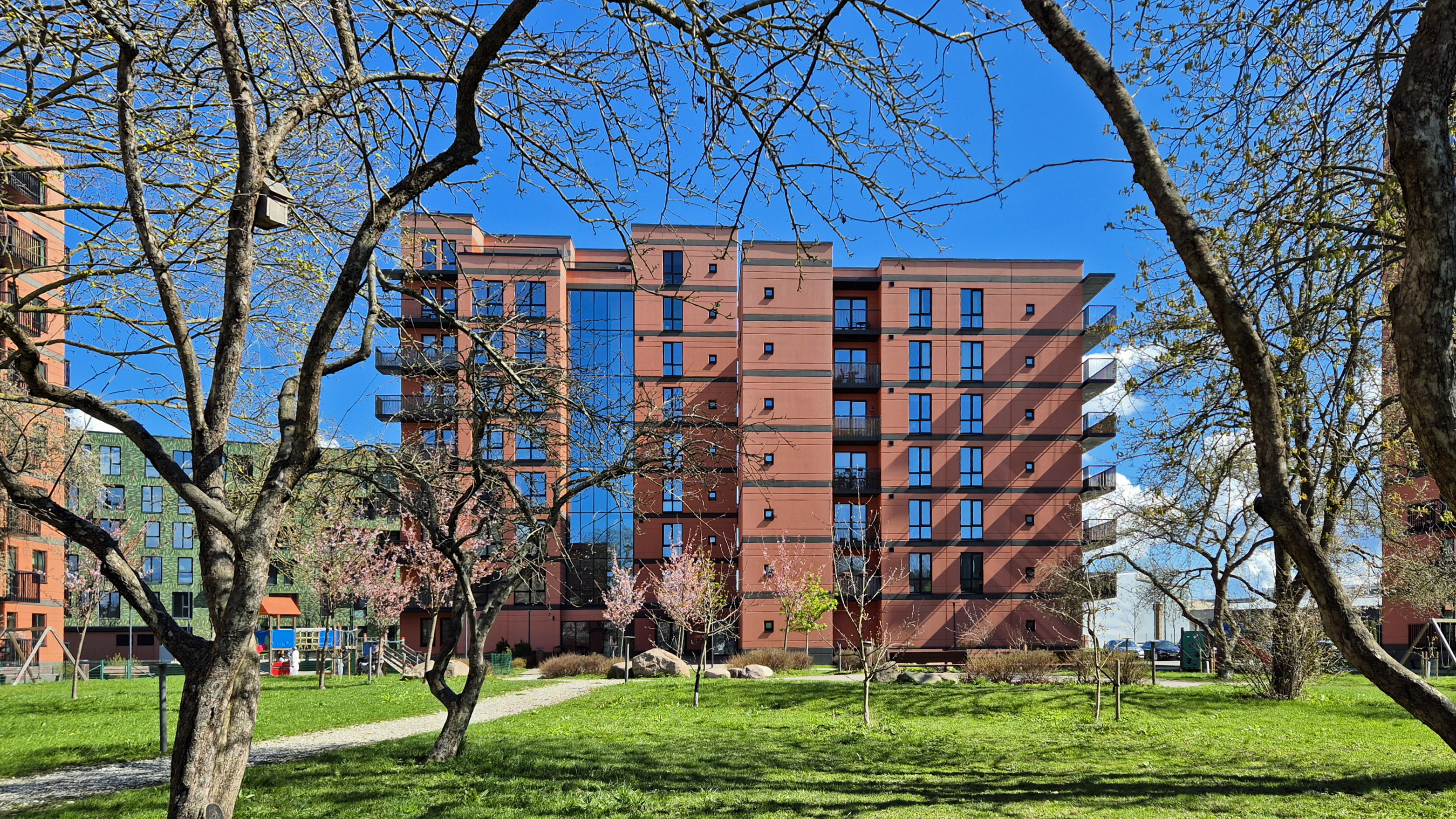
новый жилые дома на улице Мануфактуури, 2025 год
Отреставрированный жилой дом работников «Балтийской мануфактуры»
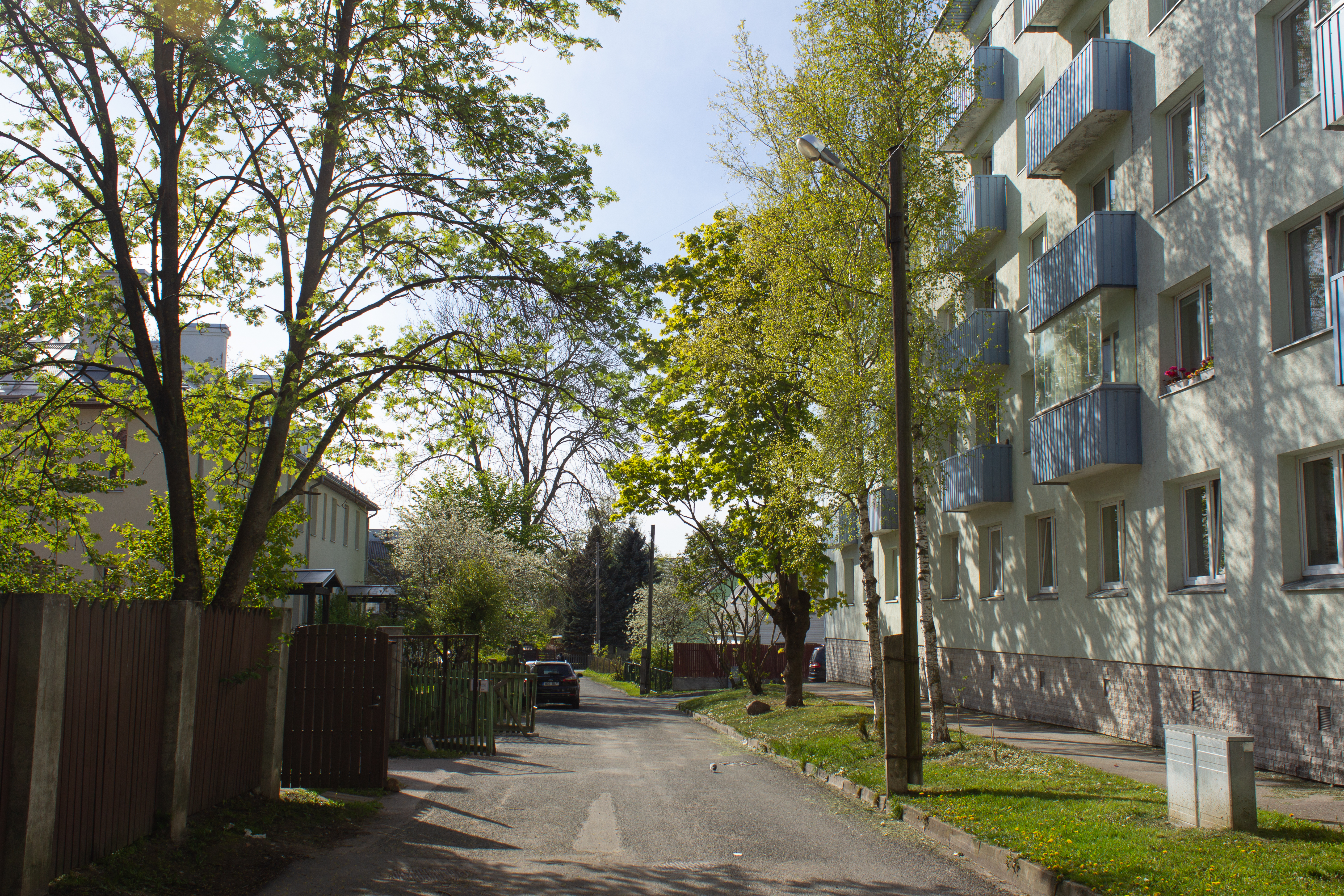
Улица Канепи
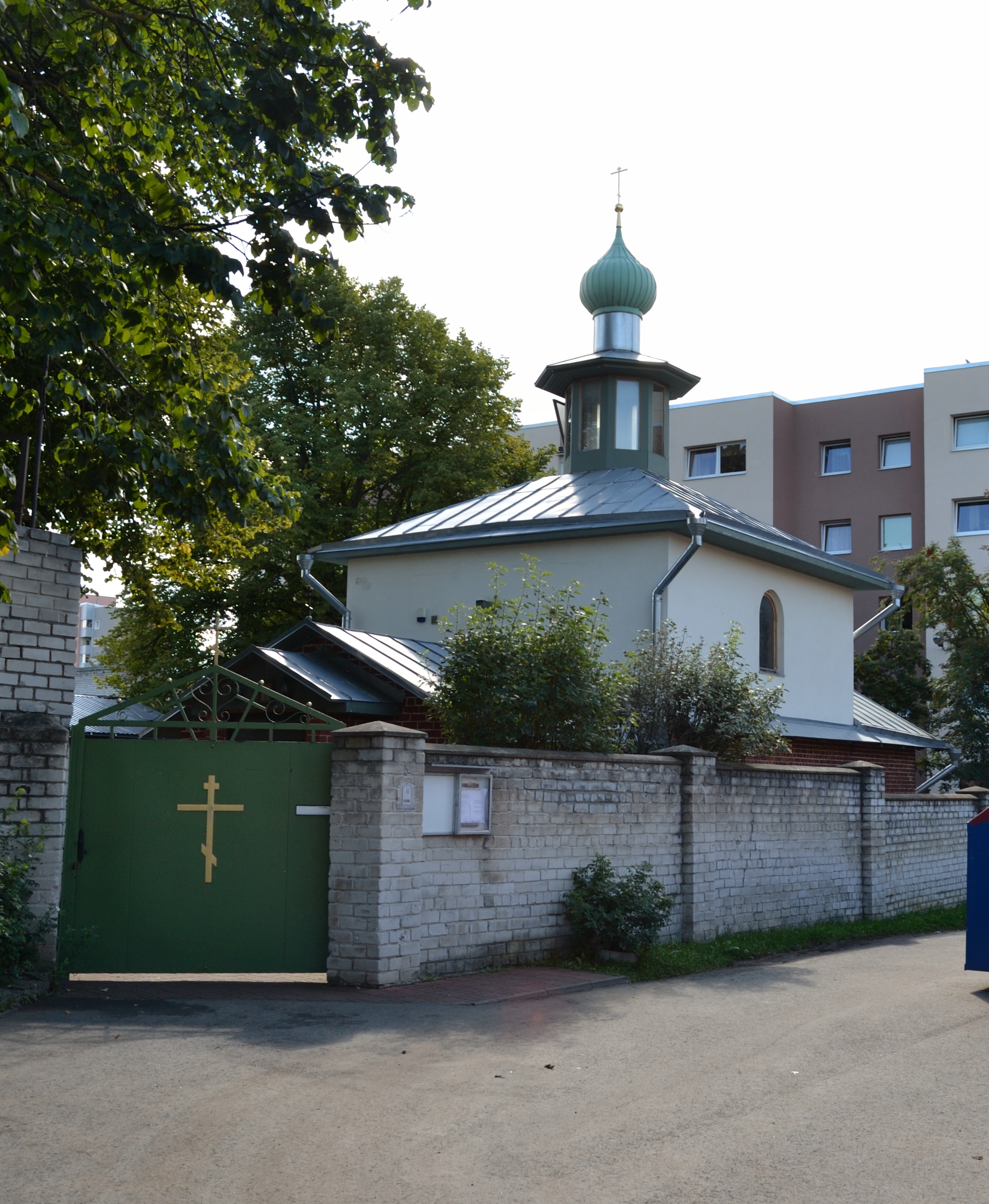
Церковь иконы Божией Матери «Всех скорбящих радость»